# Vanderhorstia
Vanderhorstia – rodzaj morskich ryb z rodziny babkowatych (Gobiidae).

## Występowanie
Morze Czerwone, Ocean Indyjski, zach. część Pacyfiku.

## Klasyfikacja
Gatunki zaliczane do tego rodzaju:
| - Vanderhorstia ambanoro - Vanderhorstia atriclypea - Vanderhorstia attenuata - Vanderhorstia auronotata - Vanderhorstia auropunctata - Vanderhorstia bella - Vanderhorstia belloides - Vanderhorstia delagoae - Vanderhorstia dorsomacula - Vanderhorstia flavilineata - Vanderhorstia hiramatsui - Vanderhorstia kizakura - Vanderhorstia longimanus | - Vanderhorstia macropteryx - Vanderhorstia mertensi - Vanderhorstia nannai - Vanderhorstia nobilis - Vanderhorstia opercularis - Vanderhorstia ornatissima - Vanderhorstia papilio - Vanderhorstia phaeostictus - Vanderhorstia puncticeps - Vanderhorstia rapa - Vanderhorstia steelei - Vanderhorstia wayag |